# Cercle de feu (Ontario)
Pour les articles homonymes, voir Cercle de feu.
Le Cercle de feu est le nom donné à une région située dans le Grand Nord de l’Ontario, dont les importants gisements de chromite, cuivre, or, zinc et kimberlite ont attiré de nombreux projets d’exploitation minière. Sise dans les basses-terres de la baie d'Hudson, cette région est centrée autour du lac McFaulds, près du fleuve Attawapiskat, dans le district de Kenora, à environ 640 km au nord-est de Thunder Bay, 110 km à l’est de Webequi, au nord des Chutes Marten et d’Ogoki, et à l’ouest de la Baie James.
Cette région tire son nom des premières découvertes importantes de minerai dans la région, en 2007, par Richard Nemis, qui s'est inspiré de la fameuse ballade country de Johnny Cash. À l’automne 2011, le Cercle de feu était considéré comme l’un des plus importants gisements miniers de l’Ontario, avec plus de 35 compagnies engagées dans la prospection. En 2013, 21 compagnies possèdent des concessions dans la région. Même si le Cercle de feu couvre 5 000 km2, la plupart des découvertes faites en 2012 se situent dans une étroite bande de 20 km de long. Le ministre du développement du nord, Michael Gravelle, a qualifié ce gisement de minerai le plus prometteur découvert en Ontario depuis plus d’un siècle,.
Toutefois, les défis à surmonter sont énormes : difficulté d’accès à une région éloignée en raison du manque d’infrastructures routières et ferroviaires ainsi que de lignes électriques et d'eau courante ; problèmes de négociation des droits constitutionnels des neuf Premières nations vivant sur ce territoire; et, enfin, protection d'un environnement particulier aux basses-terres de la baie d'Hudson, qui constituent la troisième zone de marécages au monde.
En novembre 2021, le gouvernement de l'Ontario annonce son intention d'accélérer les projets d'exploitation minière afin de favoriser la construction de véhicules électriques dans la province. À cette fin, il prévoit modifier l'Acte du Grand Nord afin d'annuler le statut de zone protégée d'un territoire de 225 000 km2. De cette façon, il n'aurait à négocier qu'avec 7 des 31 Premières nations de la région afin de développer les infrastructures routières et les lignes électriques nécessaires à l'exploitation minière.

## Gouvernement du Canada
Le 12 novembre 2012, Tony Clement a été nommé ministre fédéral responsable du Cercle de feu et co-président, avec le ministre des Affaires autochtones Bernard Valcourt, du Comité fédéral de développement (FCS), qui regroupe 15 ministères et agences fédérales. Clement a invité le ministre ontarien des ressources naturelles à collaborer à divers projets et à visiter des communautés.
Le ministre Clement estime qu’il appartient aux entreprises et non au gouvernement fédéral d’investir dans ces infrastructures pour pouvoir exploiter les ressources. En décembre 2013, toutefois, le premier ministre Stephen Harper se déclare ouvert à un projet soumis par la première ministre de l'Ontario de création d'une corporation pour le développement des infrastructures, à laquelle participeraient des représentants de l'industrie, des trois paliers de gouvernement et des Premières nations.
La valeur globale des dépôts de chromite, initialement estimée à 60 milliards de dollars, a été réévaluée à la baisse en 2015 et, selon une estimation de décembre 2016, pourrait être inférieure à 31 milliards, compte tenu de la baisse des prix de ce minerai sur le marché. Le gouvernement fédéral montre dès lors moins d'enthousiasme pour les importantes dépenses d'infrastructure que nécessiterait le développement de cette région.

## Gouvernement de l’Ontario

### Importance pour la province
Le Grand Nord de l’Ontario représente 42 % de la superficie de la province. Les 2/3 de la surface des basses-terres de la baie d'Hudson sont des tourbières, ce qui en fait la deuxième région au monde en surface de tourbières. Il y vit 24 000 personnes des Premières nations, réparties en 34 communautés. Les forêts et les tourbières de cette zone emmagasinent 97 milliards de tonnes de carbone, servant à filtrer l’air en absorbant 12,5 millions de tonnes de dioxyde de carbone,.
En avril 2010, le gouvernement de l’Ontario annonce qu’il va ouvrir à l’exploitation un important gisement de chromite dans cette région. Le 25 octobre 2010, la Loi relative à l’aménagement et à la protection du Grand Nord est adoptée par le parlement de l’Ontario. Elle a pour objet de « prévoir un aménagement communautaire du Grand Nord » qui soit « compatible avec la reconnaissance et la confirmation des droits existants — ancestraux ou issus de traités — des peuples autochtones prévues par l’article 35 de la Loi constitutionnelle de 1982, y compris l’obligation de mener des consultations. »
L'exploitation des gisements du Cercle de feu pourrait rapporter 60 milliards $ à l'économie de la province.

### Secrétariat du Cercle de feu
En 2011, le ministère du Développement du Nord et des mines crée le Secrétariat du Cercle de feu, avec à sa tête Christine Kaszyckias. Sa mission est de développer l’exploitation des gisements de chromite et autres minéraux aussi vite que possible, tout en protégeant l’environnement et en répondant aux besoins des communautés autochtones de la région. Il explore des stratégies de partenariat impliquant les Premières nations ainsi qu’un partage des revenus, des infrastructures régionales, une surveillance environnementale à long terme, du financement local, des accords de coopération, de la formation à l’emploi et des stratégies de développement socio-économique.
Le 8 mai 2012, à la veille de l’annonce par Cliffs Natural Resources de l’emplacement de sa future usine de traitement de ferrochrome, le premier ministre ontarien Dalton McGuinty écrit au premier ministre Stephen Harper en demandant l’aide du gouvernement fédéral pour engager les Premières nations de la région à aider les communautés impliquées à profiter d’une occasion historique. En plus de fonds fédéraux afin d’aider à l’éducation dans les réserves et des programmes de traitement de la dépendance à la drogue, McGuinty souhaite une action tripartite.

## Projets d’exploitation

### Projet Eagle’s Nest de Noront Resources
Le 28 août 2007, Noront Resources annonçait avoir découvert un important gisement  de minerai de haute qualité de platine, palladium, nickel et cuivre, à 800 km au nord-est de Thunder Bay. Le projet de mine souterraine à cet endroit s’appelle Eagle’s Nest,. Afin de réduire le trafic de gros camions, Noront prévoit construire, en utilisant de nouvelles technologies, une canalisation souterraine de 145 km de long jusqu’à Webequie Junction.
En décembre 2016, Noront était la seule entreprise minière encore implantée dans la région, mais aurait besoin d'une route de 280 km de long pour transporter le minerai de nickel jusqu'à Pickle Lake. La province de l'Ontario continuait alors d'appuyer ce projet avec un fonds de réserve d'un milliard de dollars, à condition que le gouvernement fédéral contribue une somme équivalente, ce qui semblait peu probable.
Depuis mai 2021, cette compagnie fait l'objet d'une offre d'achat de la part de deux groupes australiens concurrents : BHP et Wyloo Metals, ce qui a fait tripler le prix des actions en six mois.

### Acquisition de Freewest Resources Canada par Cliffs
En septembre 2003, Freewest Resources Canada, une compagnie junior avec son siège à Montréal, commence à explorer le site de Black Thor en utilisant des données aériennes combinées à des repérages terrestres de géophysique. En février 2008, elle identifie un gisement potentiel de chromite d’une longueur de 2 km sur une profondeur de 200 m et une largeur de 40 m, contenant approximativement 72 mégatonnes de minerai de chromite (42% Cr2O3). En octobre 2009, Noront Resources (NOT-V) fait une offre publique d’achat hostile sur Freewest Resources (FWR-V).
En novembre 2009, Cliffs Natural Resources (CLF-N), le plus important fournisseur de minerai de fer au monde, achète les parts que possède Freewest Resources dans les gisements riches en chromite de Black Thor, Black Label et Big Daddy pour 240 millions $,. Commentant cette acquisition, Joseph Carraba, pdg de Cliffs, déclare que ces gisements de calibre mondial ont un potentiel d’exploitation en mine à ciel ouvert de 1 à 2 millions de tonnes par an durant plus de 30 ans et que le traitement du minerai produirait de 400 à 800 000 tonnes de ferrochrome, un métal utilisé pour produire de l’acier inoxydable et que beaucoup de pays ont classé comme ressource stratégique.
En mai 2012, Cliffs Natural Resources annonce un investissement de 3,3 milliards $ pour l’exploitation d’une mine de chromite dans le Cercle de feu, la mise en place d’un corridor de transport et d’une usine de traitement à Sudbury. Selon la compagnie, ces investissements devraient entraîner une nouvelle ère de prospérité dans le Nord, et des milliers d’emplois. Toutefois, le 13 juin 2013, Cliffs annonce qu’il suspend son projet d’investissement dans l’attente du résultat des négociations entre Queen’s Park et les Premières Nations.

### Autres projets
En 2012, on répertoriait dans la région 30 000 concessions d’exploration accordées à 35 compagnies qui avaient découvert des gisements importants de chrome, de cuivre, de zinc, de nickel, de platine, de vanadium et d’or. Il y avait alors seulement deux projets de développement majeurs : le projet Eagle’s Nest de Noront Resources et celui de Cliffs Natural Resources. KWG Resources a conclu un accord d’exploitation conjointe avec Bold Ventures (TSX:BOL) dans son projet du lac Koper, d’une valeur de 5 millions $.
En février 2013, Richard Nemis, pdg de Bold Ventures, obtient un permis d’exploitation de la Première nation de Marten Falls pour y effectuer des forages.

### Problèmes d’accès
En février 2013, KWG Resources, une petite compagnie minière, a rendu public un rapport qu’elle avait commandé à la firme d’ingénierie internationale Tetra tech sur la faisabilité de la construction d’une voie ferrée, plutôt qu’une route, pour accéder aux gisements de chromite du Cercle de feu. La Canada Chrome Corporation, une filiale à 100 % de KWG a acquis des concessions sur un corridor d’une longueur de 330 km, reliant le gisement de chromite Big Daddy appartenant à Cliffs/KWG au chemin de fer du CN près de Nakina. Moe Lavigne, vice-président de KWG, anciennement à l’emploi des services géologiques de l’Ontario, espère que le gouvernement fédéral prêtera attention au rapport de Tetra Tech. Cliffs veut obtenir du service des mines de l’Ontario une servitude sur le corridor de KWG afin de construire sa propre voie d’accès.
En avril 2016, KWG annonce avoir obtenu l'expertise et un financement de deux milliards de dollars de la part d'une compagnie nationale de chemin de fer chinoise pour construire une voie ferrée de 340 km de long allant de Nakina au Cercle de feu. Le projet doit cependant obtenir l'approbation des gouvernements provincial et fédéral ainsi que des Premières nations de la région.

## Évaluation environnementale
Le gouvernement fédéral et celui de l’Ontario ont entamé une évaluation environnementale du projet soumis par Cliffs Natural Resources pour Black Thor et de celui de Noront Resources pour Eagles Nest.
Un rapport de l’Université Lakehead publié en 2012, qui examine le projet Eagle’s Nest de Noront, fait état d’importants effets secondaires, d’une sérieuse perte de biodiversité aux plans local et régional en raison notamment de la construction de routes linéaires. En dépit d’une technologie de pointe, des pipelines souterrains dans une zone marécageuse peuvent produire, en l’absence même de fuite, des modifications de l’environnement en matière d’hydrologie, de régime thermique et de structure des sols, affectant ainsi tout l’écosystème.

## Impact sur les Premières nations

### Plan d’action de soutien aux communautés impliquées dans le Cercle de feu
La nation indienne des Matawa est parmi les plus défavorisées de l’Ontario au plan socio-économique, ce qui rend difficile leur participation à des projets complexes. La majeure partie de la population n’a pas terminé ses études secondaires,,. Trois des neuf bandes indiennes Matawa sont sous supervision budgétaire.
Le Plan d’action note que les Premières nations sont intéressées par le potentiel de retombées à long terme engendrées par le Cercle de feu, notamment des routes ouvertes toute l’année, un accès au réseau électrique et à l’Internet à haute vitesse. En 2013, le programme Large bande Canada est déjà en train d’installer 2 300 km de fibre optique pour les 26 nations du Grand Nord, y inclus le Cercle de feu .

### Position des Premières nations
Le 20 octobre 2011, la nation indienne des Matawa retire son appui au développement du Cercle de feu à moins que le gouvernement fédéral n’accepte la mise en place d’un processus de révision conjointe de l’impact environnemental, qui permettrait aux Premières nations d’avoir leur mot à dire.
Le 12 juin 2012, le chef de la nation Webewuie, Cornelius Wabasse, a signé un accord avec le ministre ontarien du Développement du nord par lequel l’Ontario s’engage à fournir un appui au développement social et économique de leur communauté, de façon à faciliter son engagement actif dans le Cercle de feu,.
Le 4 février 2013, Tony Clement reconnait que les neuf Premières nations du Cercle de feu, vivant dans les réserves ou à l’extérieur, sont parmi les communautés les plus désavantagées au plan socio-économique à l’intérieur du Canada,.
Bob Rae a été nommé négociateur en chef pour représenter auprès du gouvernement de l’Ontario les intérêts de neuf communautés indiennes : Marten Falls, Webequie, Neskantaga, Nibimamik, Aroland, Ginoogaming, Eabametoong, Mishkeegogamang et Première nation du Long Lake 58, tandis que la Première nation du Lac Constance représente les Matawa.